# Dvor (gmina Žužemberk)
Dvor – wieś w Słowenii, w gminie Žužemberk. W 2018 roku liczyła 416 mieszkańców.